# Arūnas Bubnys
Arūnas Bubnys (ur. 7 listopada 1961 w Ignalinie) – litewski historyk, od 2021 dyrektor generalny Centrum Badania Ludobójstwa i Ruchu Oporu Mieszkańców Litwy.

## Życiorys
Ukończył studia na Wydziale Historii Uniwersytetu Wileńskiego. W 1994 uzyskał stopień doktora nauk humanistycznych na podstawie pracy Antynazistowski ruch oporu na Litwie w latach 1941–1944. Odbył staże naukowe na Wydziale Orientalistycznym Uniwersytetu Warszawskiego (1992) i w Forschungsstelle Osteuropa na Uniwersytecie w Bremie (2004).
W 1985 rozpoczął pracę w Instytucie Historii Litewskiej Akademii Nauk (obecnie Instytut Historii Litwy), gdzie zajmował stanowiska od starszego laboranta do starszego pracownika naukowego. W latach 1993–1997 zatrudniony jako kierownik grupy Dyrekcji Generalnej Archiwów Litewskich i dyrektor Litewskiego Archiwum Specjalnego (dawnego KGB). Pracował w Archiwum Federalnym w Koblencji (1993) i Archiwum w Poczdamie (1995). Od 2009 kierował Departamentem Badawczym w Centrum Badania Ludobójstwa i Ruchu Oporu Mieszkańców Litwy. 22 kwietnia 2021 uchwałą Sejmu Litwy został powołany na stanowisko dyrektora generalnego Centrum.
W pracy naukowej zajmuje się m.in. antynazistowskim ruchem oporu na Litwie w latach 1941–1944, podziemiem polskim na Litwie w okresie II wojny światowej, historią Holocaustu na Litwie.

## Publikacje
- Vokiečių okupuota Lietuva (1941–1944), 1998
- Nazi Resistance Movement in Lithuania 1941–1944, 2003